# کیچنر، نیو ساوت ولز
کیچنر (به انگلیسی: Kitchener) یک شهرک در استرالیا است که در نیو ساوت ولز واقع شده‌است.